# یولن اکسابگورن
یولن اکسابگورن (انگلیسی: Julen Etxabeguren؛ زادهٔ ۷ مارس ۱۹۹۱) بازیکن فوتبال اهل اسپانیا است.
از باشگاه‌هایی که در آن بازی کرده‌است می‌توان به باشگاه فوتبال داندی اشاره کرد.